# Down Laredo Way
Down Laredo Way è un film del 1953 diretto da William Witney.
È un western statunitense con Rex Allen.

## Produzione
Il film, diretto da William Witney su una sceneggiatura e un soggetto di Gerald Geraghty, fu prodotto da Rudy Ralston, come produttore associato, per la Republic Pictures e girato nell'Iverson Ranch a Chatsworth, Los Angeles, California, nell'aprile del 1953.

## Distribuzione
Il film fu distribuito negli Stati Uniti dal 5 agosto 1953 al cinema dalla Republic Pictures. È stato distribuito anche in Brasile con il titolo O Salto da Morte.

## Promozione
Le tagline sono:
- FOR THE WESTERN THRILL OF YOUR LIFE! Ride With Rex and Koko On Their Greatest Action Adventure!
- More ACTION Than Ever Before!...With Rex Allen And His Famous Horse Koko...Riding Hard To Stop A Gang Of Diamond Smugglers!